# Radovci, Grad
Radovci (madžarsko Radófa) so naselje v Občini Grad.
V Radovcih se je rodil Franc Bernjak, dekan Slovenske okrogline.

## Prireditve
- Leta 1961, 1984, 2000 se je v vasi odvijalo borovo gostüvanje.